# يسبر صامويلسون
يسبر صامويلسون (بالسويدية: Jesper Samuelsson)‏ هو لاعب هوكي الجليد سويدي، ولد في 13 يونيو 1988 في ستوكهولم في السويد.

## وصلات خارجية
- يسبر صامويلسون على موقع دوري الهوكي الوطني (الإنجليزية)
- يسبر صامويلسون على موقع EliteProspects.com (الإنجليزية)
- يسبر صامويلسون على موقع Eurohockey.com (الإنجليزية)
- يسبر صامويلسون على موقع HockeyDB.com (الإنجليزية)